# Acantholipes nigrisigna
Acantholipes nigrisigna là một loài bướm đêm trong họ Erebidae.